# Volksbeat
Volksbeat è un album in studio da solista della cantante tedesca Nina Hagen, pubblicato nel 2011.

## Tracce
1. Bitten der Kinder & An meine Landsleute (cover "Die Bitten der Kinder" Bertolt Brecht) – 2:16 (Brecht, Thomas Götz, Nina Hagen)
2. Ick lass mir doch vom Teufel nich... (Cover "Why Should The Devil Have All Good Music" Larry Norman) – 2:30 (Norman, Hagen)
3. Killer (Cover "Killer! Adamski) – 3:18 (Adamski, Seal)
4. Ermutigung (Cover "Ermutigung" Wolf Biermann) – 2:04 (Biermann)
5. Ich bin – 1:55 (Justin Balk, Hagen)
6. Das 5. Gebot – 3:02 (Götz, Hagen, Martin Luther)
7. Menschen sind kompatibel – 3:28 (Stefan Knoess)
8. Wir sind das Volk – 2:32 (Hagen, Bernd Kurtzke)
9. Soma Koma – 2:50 (Wolfgang Glum, Hagen, Petra Jansen, Warner Poland)
10. Jesus ist ein Freund von mir (Cover "Jesus Is A Friend Of Mine" Sonseed) – 2:51 (Hagen, Salvatore Polichetti)
11. Süßes, süßes Lied der Errettung (Cover "Sweet, Sweet Song of Salvation" Larry Norman) – 3:06 (Hagen, Norman)
12. Keiner von uns ist frei (Cover "None of Us Are Free" Solomon Burke) – 3:51 (Hagen, Barry Mann, Brenda Russell, Cynthia Weil)
13. Noch Ein Tässchen Kaffee (Cover "One More Cup Of Coffee (Valley Below)" Bob Dylan) – 3:33 (Dylan, Hagen)
14. Nicht vergessen (Cover "Let's Not Forget" Curtis Mayfield) – 3:56 (Hagen, Arnold Hennings, Mayfield)
15. Dieser Zug fährt Richtung Freiheit (Hidden track; cover "This Train Is Bound For Glory") – 4:10 (Woodie Guthrie, Hagen)